# Барикіно-Ключі
Барикіно-Ключі (рос. Барыкино-Ключи) — село Тарбагатайського району, Бурятії Росії. Входить до складу Сільського поселення Верхньожирімське.
Населення — 162 особи (2015 рік).